# Сан-Педру-Велю
Сан-Педру-Велю (порт. São Pedro Velho; МФА: [ˈsɐ̃w ˈpe.dɾu ˈvɐ.ʎu]) — парафія в Португалії, у муніципалітеті Мірандела. Розташована в північно-східній частині країни, на теренах історичної португальської провінції Трансмонтана. Входить до складу округу Браганса. За адміністративним поділом, чинним до 1976 року, терени парафії були складовою провінції Трансмонтана і Верхнє Дору. Належить до Брагансько-Мірандської діоцезії Католицької церкви. Патрон — святий Петро. Площа — 23,6261 км². Населення — 329 ос. (2011). Слабо урбанізований регіон. Густота населення — 13,93 осіб/км²
. Код — 040727.

## Населення
| Кількість мешканців | Кількість мешканців | Кількість мешканців | Кількість мешканців | Кількість мешканців | Кількість мешканців | Кількість мешканців | Кількість мешканців | Кількість мешканців | Кількість мешканців | Кількість мешканців | Кількість мешканців | Кількість мешканців | Кількість мешканців | Кількість мешканців |
| ------------------- | ------------------- | ------------------- | ------------------- | ------------------- | ------------------- | ------------------- | ------------------- | ------------------- | ------------------- | ------------------- | ------------------- | ------------------- | ------------------- | ------------------- |
| 1864                | 1878                | 1890                | 1900                | 1911                | 1920                | 1930                | 1940                | 1950                | 1960                | 1970                | 1981                | 1991                | 2001                | 2011                |
| 652                 | 641                 | 752                 | 771                 | 849                 | 828                 | 827                 | 999                 | 1 233               | 1 052               | 675                 | 718                 | 520                 | 413                 | 329                 |